# Йона

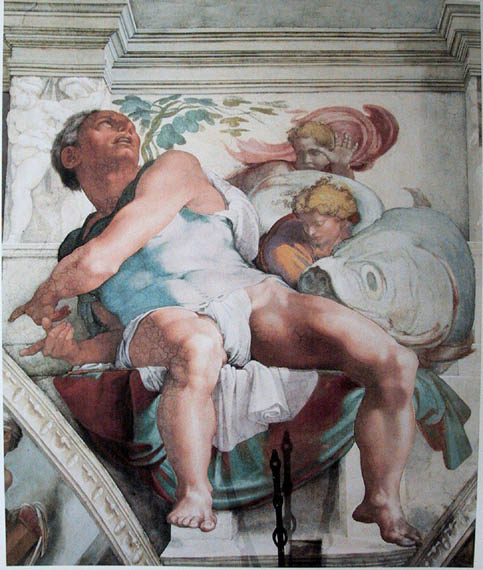
Пророк Йона, фреска Мікеланджело в Сикстинській капеллі

Йона (івр. יוֹנָה араб. يونس, Юніс or يونان, Юнінані; гр./лат.: Ionas) — ім'я, що отримав в Старому заповіті пророк Ізраїльського царства близько VII ст. до н. е., головний персонаж однойменної Книги пророка Йони, відомий тривалою мандрівкою в череві риби. Біблійна історія Йони з незначними відмінностями також повторюється і в Корані.